# Salve, Oh Patria
Salve, Oh Patria är Ecuadors nationalsång. Textförfattaren, Juan Leon Mera, var senare ordförande i Ecuadors senat. Musiken skrevs av Antonio Neumane. Nationalsången antogs officiellt 1886.